# 諾曼氏䲁
諾曼氏䲁（學名：Blennius normani），為輻鰭魚綱鳚形目䲁科䲁屬的一種，種名是為了紀念大英博物館的英國魚類學家約翰·羅克斯伯勒·諾曼。分布於東大西洋茅利塔尼亞北部到安哥拉海域，深度20至200公尺，體長可達11公分，棲息在幼魚為浮游性，出現在沿海，成魚棲息在沙泥底質海域，通常躲在洞穴，一旦遇危險時以倒游方式躲入小洞穴中，僅露出頭部注視敵人，具領域性，雌魚產附著性卵，生活習性不明。